# Kathedrale von Sucre

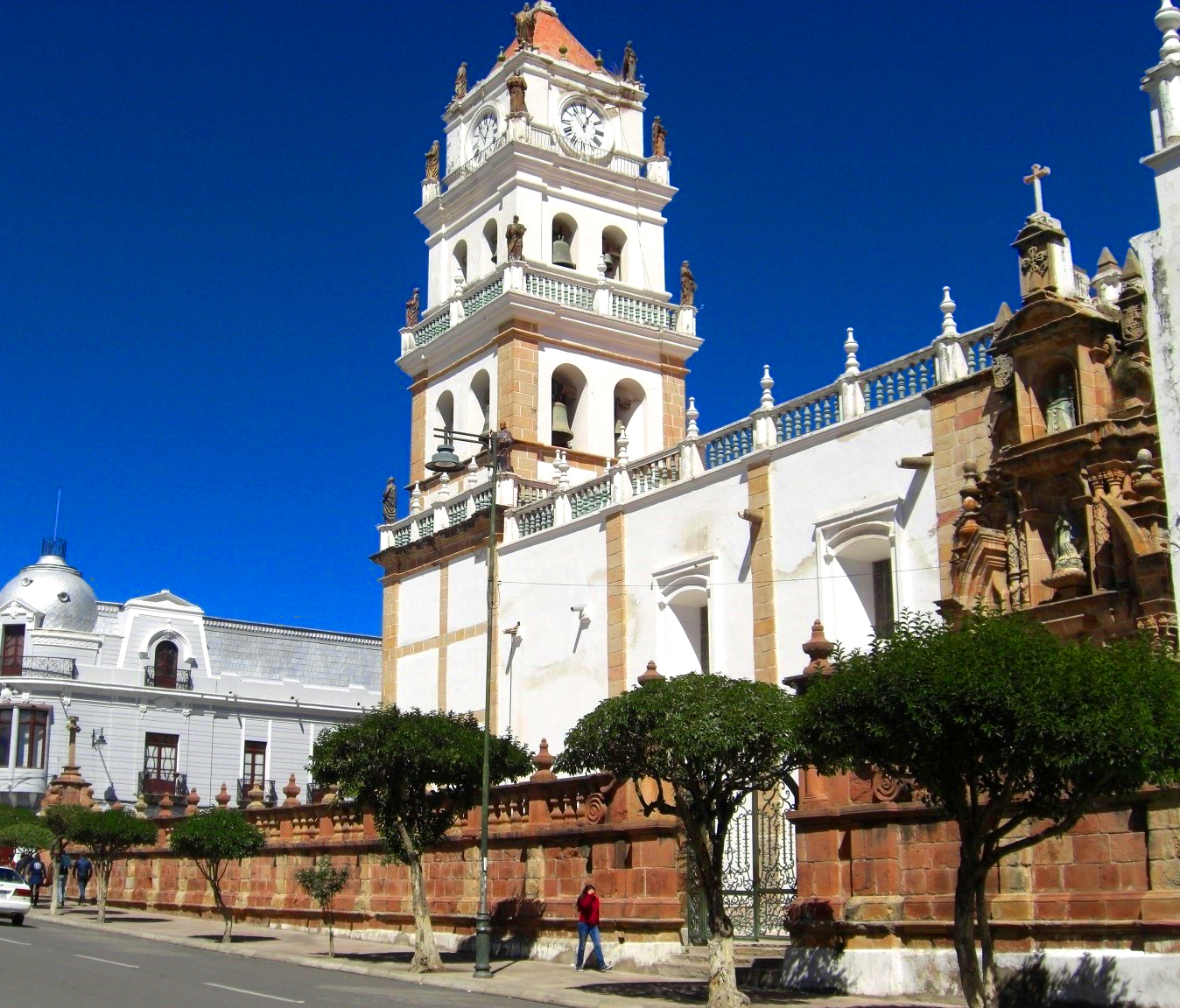
Kathedrale in Sucre:
Unsere Liebe Frau von Guadalupe

Die Kathedrale von Sucre oder Kathedralbasilika Unserer Lieben Frau von Guadalupe (spanisch Catedral Basílica de Nuestra Señora de Guadalupe) ist eine römisch-katholische Kirche in Sucre, der konstitutionellen Hauptstadt von Bolivien. Die Kathedrale des 1552 geschaffenen Erzbistums Sucre mit dem Patrozinium Unserer Lieben Frau von Guadalupe trägt den Titel einer Basilica minor.

## Geschichte
Der Bau der Kathedrale dauerte von 1559 bis 1712. Papst Pius X. verlieh der Kathedrale 1925 zusätzlich den Titel einer Basilica minor. Papst Johannes Paul II. besuchte die Kirche am 12. Mai 1988. Die Kirche wurde 1991 als Teil der Altstadt von Sucre zum UNESCO-Welterbe erklärt.

## Bauwerk
Der Stil der Kathedrale ist entsprechend seiner langen Bauzeit bestimmt durch Einflüsse des Barock, der Renaissance und der Mestizen. Das Langhaus besitzt drei Kirchenschiffe. Der weiße Innenraum ist im neoklassischen Stil gestaltet. Viele Teile der Ausstattung wie Kerzenständer und Altäre sind aus Silber von Potosí. Der dreistufige Glockenturm ist mit Keramikdekorationen geschmückt. Seine Turmuhr wurde 1772 in London gefertigt. Im angeschlossenen Museum werden Stücke der wichtigsten sakralen Kunst in Bolivien vom 16. Jahrhundert bis zum 18. Jahrhundert gezeigt.
Neben der Kathedrale liegt die Kapelle der Jungfrau von Guadalupe aus dem Jahr 1617, die der Stadtpatronin von Sucre gewidmet ist. Das Marienbildnis ist mit Perlen, Diamanten und Smaragden eingefasst.